# Jordan Adetunji
 (décembre 2024).
Jordan Adetunji né le 25 février 1999 à Londres, est un chanteur et auteur-compositeur-interprète britannico-irlandais d'origine nigériane et originaire de Belfast.
Il s'est fait connaître du grand public en 2024 avec son tube Kehlani.

## Biographie

### Enfance et origine
Jordan Adetunji est né le 25 novembre 1999 à dans le quartier de Croydon à Londres. C'est à l'âge de 10 ans que sa mère a pris la décision de déménager à Belfast en Irlande du Nord, en raison du caractère calme de la ville par rapport à Croydon. Il est d'origine nigériane. Il a fréquenté l'Ashfield Boys' High School, le même lycée que Gary Moore, dont il s'inspire.

### Carrière

#### 2019-2023: débuts de carrière etRock ‘N’ Rave
Jordan Adetunji a commencé à publier des vidéos de chant sur Facebook alors qu'il était encore à l'école, avant de commencer à ajouter des morceaux de guitare. À l'âge de 15 ans, il jouait de la trompette dans son collège ce qui lui permettait d'expérimenter de nouveaux sons.
Il a acquis une certaine notoriété en publiant de la musique contemporaine sur TikTok, ce qui lui a permis d'être recruté par le chanteur et parolier principal du groupe Bring Me the Horizon Oli Sykes, ce qui lui a donné le droit de chanter pour le RCA Records et de Sony Music UK. Après avoir accumulé un certain record médiatique grâce à plusieurs singles, il a sorti sa première mixtape Rock 'n' Rave et décrite comme un bounce inspiré des clubs de Jersey et des sons tranchants et Glitchy.

#### 2024-présent: succès grand public et «Kehlani»
Le 19 mai 2024, Adetunji sort le single Kehlani, une ode à la chanteuse américaine. Avec ce titre il a été salué comme le Rookie of the Month Billboard RnB/Hip-Hop. Le morceau a également marqué la première apparition d'Adetunji dans les charts officiels, le Billboard Hot 100, le Canadian Hot 100 et le Billboard Global 200.,. Le succès du morceau a conduit Adetunji à signer un contrat d'enregistrement avec 300 Entertainment et Warner Records UK.

## Vie privée
Jordan Adetunji a des passions personnelles pour le football et les jeux vidéo. Il déclare qu'il adore la culture japonaise et les anime, en affirmant que ces derniers inspirent ses œuvres et en affirmant aussi qu'il essaie de faire en sorte que tout ressemble à une scène d'un manga.

## Discographie

### Mixtapes
| Titre       | Détails                                                                                                 |
| ----------- | --- |
| Rock'n'Rave | - Sortie : 13 octobre 2023 - Étiquette : Indigo Kid, RCA - Format : Téléchargement numérique, streaming |

### Titres
| Title                                                                             | Year | Peak chart positions | Peak chart positions | Peak chart positions | Peak chart positions | Peak chart positions | Peak chart positions | Peak chart positions | Peak chart positions | Peak chart positions | Peak chart positions | Certifications             | Album         |
| Title                                                                             | Year | UK                   | AUS                  | CAN                  | FRA                  | GER                  | IRE                  | NLD                  | NZ                   | US                   | WW                   | Certifications             | Album         |
| --------------------------------------------------------------------------------- | ---- | -------------------- | -------------------- | -------------------- | -------------------- | -------------------- | -------------------- | -------------------- | -------------------- | -------------------- | -------------------- | -------------------------- | ------------- |
| "Close 2 You"                                                                     | 2020 | —                    | —                    | —                    | —                    | —                    | —                    | —                    | —                    | —                    | —                    |                            |               |
| "Shock 'Em" (with JyellowL and Evans Junior)                                      | 2020 | —                    | —                    | —                    | —                    | —                    | —                    | —                    | —                    | —                    | —                    |                            |               |
| "Black Kings" (with Jahmiel)                                                      | 2020 | —                    | —                    | —                    | —                    | —                    | —                    | —                    | —                    | —                    | —                    |                            |               |
| "Wasting Time"                                                                    | 2021 | —                    | —                    | —                    | —                    | —                    | —                    | —                    | —                    | —                    | —                    |                            |               |
| "Insecure (Love Yourself)" (solo or featuring Deyaz)                              | 2022 | —                    | —                    | —                    | —                    | —                    | —                    | —                    | —                    | —                    |                      |                            |               |
| "You & I"                                                                         | 2023 | —                    | —                    | —                    | —                    | —                    | —                    | —                    | —                    | —                    | —                    |                            | Rock 'n' Rave |
| "Go"                                                                              | 2023 | —                    | —                    | —                    | —                    | —                    | —                    | —                    | —                    | —                    | —                    |                            | Rock 'n' Rave |
| "Things You Do"                                                                   | 2023 | —                    | —                    | —                    | —                    | —                    | —                    | —                    | —                    | —                    | —                    |                            | Rock 'n' Rave |
| "Involved"                                                                        | 2023 | —                    | —                    | —                    | —                    | —                    | —                    | —                    | —                    | —                    | —                    |                            | Rock 'n' Rave |
| "Can't Lose"                                                                      | 2023 | —                    | —                    | —                    | —                    | —                    | —                    | —                    | —                    | —                    | —                    |                            | Rock 'n' Rave |
| "Zack & Cody"                                                                     | 2024 | —                    | —                    | —                    | —                    | —                    | —                    | —                    | —                    | —                    | —                    |                            |               |
| "Kehlani" (solo or featuring Kehlani)                                             | 2024 | 8                    | 23                   | 34                   | 172                  | 37                   | 19                   | 71                   | 19                   | 24                   | 21                   | - BPI : Gold - ARIA : Gold |               |
| "—" denotes a recording that did not chart or was not released in that territory. |      |                      |                      |                      |                      |                      |                      |                      |                      |                      |                      |                            |               |